# Иоганн (граф Нассау-Идштейна)
Иоганн Нассау-Идштейнский (нем. Johann von Nassau-Idstein; 24 ноября 1603, Саарбрюккен — 23 мая 1677, Идштайн) — граф Нассау-Идштейна.

## Биография
Иоганн — сын Людвига II Нассау-Вейльбургского и ландграфини Анны Марии Гессен-Кассельской. В 1605 году отец Иоганна собрал под своей властью все нассауские земли вальрамской линии: Саарбрюккен, Вейльбург и Идштейн.
В 1629 году после раздела отцовского наследства брат Вильгельм Людвиг получил Саарбрюккен, Отвейлер, Гербицгейм и Веллинген. Иоганн унаследовал Идштайн, Висбаден и Зонненберг. Земли двух несовершеннолетних младших братьев — Веен и Бургшвальбах поначалу находились под управлением графа Вильгельма Людвига. В 1632 году умер младший брат Иоганна граф Отто, в том же году стал совершеннолетним граф Эрнст Казимир, и был произведён новый раздел, в результате которого за Эрнстом Казимиром были закреплены Вайльбург, Глейберг, Меренберг, Кирхгейм и Штауф. Узинген и Штокгейм братья поделили между собой.
В 1630 году братья приняли сторону выступившего на Рейн короля Швеции Густава Адольфа и объявили войну императору. После смерти Густава Адольфа в 1632 году братья присоединились к рейхсканцлеру Акселю Оксеншерне. В 1633 году граф Иоганн Нассау-Идштейн вступил в союз со Францией против императора. После поражения Швеции и её союзников император Фердинанд лишил нассауских братьев их владений. В 1635 году их права не учли при заключении Пражского мира. Иоганн отправился в ссылку в Страсбург. До 1646 года в Идштейне царил голод, эпидемии и мародёрство.
С 1630 года на землях Иоганна Нассау-Идштейнского началась охота на ведьм. В 1653 году он проклял старшего сына, перешедшего в католичество.

## Семья
В 1629 году граф Иоганн женился на Сибилле Магдалене Баден-Дурлахской (1605—1644), дочери маркграфа Георга Фридриха и графини Юлианы Урсулы Зальмской. Во второй раз граф Иоганн женился в 1646 году на графине Анне Лейнинген-Дагсбург-Фалькенбургской (1625—1668), дочери графа Филиппа Георга Лейнинген-Дагсбург-Фалькенбургского и графини Анны Эрбахской. В общей сложности Иоганн Нассау-Идштейнский стал отцом 25 детей.
- Анна Оттилия (1630—1632)
- Густав Адольф (1632—1664)
- Людвиг Фридрих (1633—1656)
- Бернгардина София (1634—1642)
- Иоганн (1638—1658)
- Сабина Юлиана (1639—1639)
- Карл (1649—1651)
- Кристина Елизавета (1651—1676)
- Элеонора Луиза (1653—1677)
- Эрнестина (1654—1655)
- Георг Вильгельм (1656—1657)
- Иоганетта (1657—1733), замужем за графом Кристианом Людвигом Вальдекским
- Сибилла Шарлотта (1658—1660)
- Доротея Амалия (1661—1740), замужем за графом Людвигом Фридрихом Видским
- Филипп Людвиг (1662—1664)
- Георг Август (1665—1721), женат на Генриетте Доротее Эттингенской (1672—1728), дочери князя Альбрехта Эрнста I Эттингенского